# Jérémy Chardy
Jérémy Chardy (Pau, 12 febbraio 1987) è un tennista e allenatore di tennis francese.

## Biografia
Chardy inizia a giocare a tennis all'età di sei anni. Il padre e il fratello maggiore sono banchieri, mentre la madre è una casalinga e la sorella insegna francese. Ha vinto il Torneo di Wimbledon juniores e ha raggiunto la finale agli US Open juniores nel 2005, finendo in quell'anno al quarto posto della classifica mondiale di categoria. Inoltre nel 2004 ha vinto l'Eddie Herr International in Florida e in doppio, sempre tra gli juniores, nel 2005 il Roland Garros. Il suo preparatore fisico è Alain Jacquet mentre il coach è il connazionale Frédéric Fontang. Si ritira dalla specialità di singolare il 4 luglio 2023 disputando l'ultimo incontro nel Grande Slam di Wimbledon contro Carlos Alcaraz perso per 3-0.

## Carriera

### 2020
Inizia il 2020 sul cemento del Qatar Open ATP battendo al primo turno il connazionale Gregoire Barrere in 3 set per poi essere eliminato dalla testa di serie numero 1 Stan Wawrinka in 2 set. Giunge  al secondo turno anche ad Adelaide dove batte nei sedicesimi Gilles Simon prima di essere estromesso da Pablo Carreño Busta in 2 set. Si presenta agli Australian Open  ma viene sconfitto al primo turno dalla testa di serie numero 11 David Goffin che lo estromette in 3 set lasciandogli solamente 8 giochi.
Dopo una lunghissima assenza durata 7 mesi e condizionata dalla sosta forzata a causa dell'epidemia di Covid-19, il francese torna a giocare in agosto disputando le qualificazioni del Masters di Cincinnati, giocato occasionalmente a New York. Qui però viene eliminato con un netto 6–0; 6–4 dal giovane finlandese Emil Ruusuvuori.
Entra direttamente nel main draw degli US Open ma anche qui viene immediatamente eliminato per mano di Andrej Rublëv in 3 set.

### 2021–2022, Stop per effetti collaterali del vaccino, operazione al ginocchio
Si ferma dopo l'US Open a causa degli effetti collaterali del vaccino anticovid-19 e subisce pure un'operazione al ginocchio.

### 2023, Semifinale doppio Australian Open e ritiro in singolare
A inizio 2023 rientra alla competizioni dopo un lungo stop, raggiungendo insieme al connazionale Fabrice Martin, dopo una vittoria sul duo Rojer/Arevalo, la semifinale di doppio dove sono fermati dalla coppia Nys/Zielinski.
Giocare a Wimbledon l'ultimo torneo in carriera da singolarista e cede al primo turno contro il n.1 al mondo Carlos Alcaraz (futuro vincitore del torneo) che lo sconfigge in tre set.

## Statistiche

### Singolare

#### Vittorie (1)
| Legenda              |
| Grande Slam (0)      |
| ATP Finals (0)       |
| ATP Masters 1000 (0) |
| ATP Tour 500 (0)     |
| ATP Tour 250 (1)     |

| N. | Data           | Torneo                  | Superficie  | Avversari in finale | Punteggio     |
| 1. | 19 luglio 2009 | Mercedes Cup, Stoccarda | Terra rossa | Victor Hănescu      | 1–6, 6–3, 6–4 |

#### Finali perse (2)
| Legenda              |
| Grande Slam (0)      |
| ATP Finals (0)       |
| ATP Masters 1000 (0) |
| ATP Tour 500 (0)     |
| ATP Tour 250 (2)     |

| N. | Data            | Torneo                        | Superficie | Avversari in finale | Punteggio   |
| 1. | 8 febbraio 2009 | SA Tennis Open, Johannesburg  | Cemento    | Jo-Wilfried Tsonga  | 4–6, 6(5)–7 |
| 2. | 17 giugno 2018  | Libéma Open, 's-Hertogenbosch | Erba       | Richard Gasquet     | 3–6, 6(5)–7 |

### Doppio

#### Vittorie (7)
| Legenda              |
| Grande Slam (0)      |
| ATP Finals (0)       |
| ATP Masters 1000 (0) |
| ATP Tour 500 (1)     |
| ATP Tour 250 (6)     |

| N. | Data             | Torneo                                      | Superficie  | Partner        | Sfidanti in finale                | Punteggio           |
| 1. | 10 gennaio 2010  | Brisbane International, Brisbane            | Cemento     | Marc Gicquel   | Lukáš Dlouhý Leander Paes         | 6–3, 7–6(5)         |
| 2. | 15 luglio 2012   | Mercedes Cup, Stoccarda                     | Terra rossa | Łukasz Kubot   | Michal Mertiňák André Sá          | 6–1, 6–3            |
| 3. | 26 luglio 2015   | Swedish Open, Båstad                        | Terra rossa | Łukasz Kubot   | Juan Sebastián Cabal Robert Farah | 6(6)–7, 6–3, [10–8] |
| 4. | 6 gennaio 2017   | Qatar Open ATP, Doha                        | Cemento     | Fabrice Martin | Vasek Pospisil Radek Štěpánek     | 6–4, 7–6(3)         |
| 5. | 17 febbraio 2019 | ABN AMRO World Tennis Tournament, Rotterdam | Cemento (i) | Henri Kontinen | Jean-Julien Rojer Horia Tecău     | 7–6(5), 7–6(4)      |
| 6. | 24 febbraio 2019 | Open 13 Provence, Marsiglia                 | Cemento (i) | Fabrice Martin | Ben McLachlan Matwé Middelkoop    | 6–3, 6(4)–7, [10–3] |
| 7. | 5 maggio 2019    | Millennium Estoril Open, Cascais            | Terra rossa | Fabrice Martin | Luke Bambridge Jonny O'Mara       | 7–5, 7–6(3)         |

#### Finali perse (10)
| Legenda              |
| Grande Slam (1)      |
| ATP Finals (0)       |
| ATP Masters 1000 (1) |
| ATP Tour 500 (3)     |
| ATP Tour 250 (5)     |

| N.  | Data              | Torneo                               | Superficie  | Partner            | Sfidanti in finale                 | Punteggio           |
| 1.  | 1º novembre 2009  | St. Petersburg Open, San Pietroburgo | Cemento (i) | Richard Gasquet    | Colin Fleming Ken Skupski          | 6–2, 5–7, [4–10]    |
| 2.  | 25 luglio 2010    | International German Open, Amburgo   | Terra rossa | Paul-Henri Mathieu | Marc López David Marrero           | 3–6, 6–2, [8–10]    |
| 3.  | 26 febbraio 2011  | Dubai Tennis Championships, Dubai    | Cemento     | Feliciano López    | Serhij Stachovs'kyj Michail Južnyj | 6–4, 3–6, [3–10]    |
| 4.  | 28 aprile 2012    | BRD Năstase Țiriac Trophy, Bucarest  | Terra rossa | Łukasz Kubot       | Robert Lindstedt Horia Tecău       | 6(2)–7, 3–6         |
| 5.  | 13 luglio 2014    | Swedish Open, Båstad                 | Terra rossa | Oliver Marach      | Nicholas Monroe Johan Brunström    | 6–4, 6(5)–7, [7–10] |
| 6.  | 26 ottobre 2014   | Valencia Open 500, Valencia          | Cemento (i) | Kevin Anderson     | Jean-Julien Rojer Horia Tecău      | 4–6, 2–6            |
| 7.  | 7 maggio 2017     | BMW Open, Monaco di Baviera          | Terra rossa | Fabrice Martin     | Juan Sebastián Cabal Robert Farah  | 3–6, 3–6            |
| 8.  | 8 giugno 2019     | Open di Francia, Parigi              | Terra rossa | Fabrice Martin     | Kevin Krawietz Andreas Mies        | 2–6, 6(3)–7         |
| 9.  | 19 settembre 2020 | Internazionali d'Italia, Roma        | Terra rossa | Fabrice Martin     | Marcel Granollers Horacio Zeballos | 4–6, 7–5, [8–10]    |
| 10. | 7 febbraio 2021   | Murray River Open, Melbourne         | Cemento     | Fabrice Martin     | Nikola Mektić Mate Pavić           | 6(2)–7, 3–6         |

### Tornei minori

#### Singolare

##### Vittorie (6)
| Legenda tornei minori |
| Challengers (5)       |
| Futures (1)           |

| N. | Data            | Torneo                                      | Superficie  | Avversari in finale      | Punteggio           |
| 1. | 3 aprile 2005   | Open Grasse McDonald's, Grasse              | Terra rossa | Stefan Wauters           | 6–3, 6–2            |
| 2. | 17 giugno 2007  | Kosice Open, Košice                         | Terra rossa | Denis Gremelmayr         | 4–6, 7–6(5), 6–4    |
| 3. | 28 ottobre 2007 | The Tarka Challenger, Barnstaple            | Cemento (i) | Stéphane Bohli           | 7–6(4), 6(1)–7, 7–5 |
| 4. | 3 agosto 2008   | s Tennis Masters Challenger, Graz           | Terra rossa | Sergio Roitman           | 6–2, 6–1            |
| 5. | 2 ottobre 2011  | Torneo Tenis Ciudad de Madrid, Madrid       | Terra rossa | Daniel Gimeno Traver     | 6–1, 5–7, 7–6(3)    |
| 6. | 8 gennaio 2012  | Internationaux de Nouvelle-Calédonie, Numea | Cemento     | Adrián Menéndez Maceiras | 6–4, 6–3            |

##### Finali perse (4)
| Legenda tornei minori |
| Challengers (2)       |
| Futures (2)           |

| N. | Data            | Torneo                                   | Superficie  | Avversari in finale | Punteggio        |
| 1. | 15 gennaio 2006 | Barnstaple                               | Cemento (i) | Stéphane Robert     | 6(3)–7, 1–6      |
| 2. | 26 marzo 2006   | Khemisset                                | Terra rossa | Dusan Karol         | 6–3, 3–6, 6(7)–7 |
| 3. | 18 maggio 2008  | Morocco Tennis Tour Marrakech, Marrakech | Terra rossa | Gaël Monfils        | 6(2)–7, 6(6)–7   |
| 4. | 5 giugno 2011   | AEGON Nottingham Challenge, Nottingham   | Erba        | Dudi Sela           | 4–6, 6–3, 5–7    |

#### Doppio

##### Vittorie (2)
| Legenda tornei minori |
| Challengers (1)       |
| Futures (1)           |

| N. | Data          | Torneo                                      | Superficie  | Partner      | Sfidanti in finale             | Punteggio |
| 1. | 26 marzo 2006 | Morocco F3, Khemisset                       | Terra rossa | Dusan Karol  | Fabio Colangelo Marco Crugnola | 7–5, 7–5  |
| 2. | 8 aprile 2007 | San Luis Potosí Challenger, San Luis Potosí | Terra rossa | Marcelo Melo | Jorge Aguilar Pablo González   | 6–0, 6–3  |

##### Finali perse (2)
| Legenda tornei minori |
| Challengers (2)       |
| Futures (0)           |

| N. | Data             | Torneo                            | Superficie  | Partner          | Sfidanti in finale            | Punteggio        |
| 1. | 19 agosto 2007   | s Tennis Masters Challenger, Graz | Terra rossa | Predrag Rusevski | Sebastián Decoud Jurij Ščukin | 6–3, 3–6, [7–10] |
| 2. | 9 settembre 2007 | TEAN International, Alphen        | Terra rossa | Predrag Rusevski | Leonardo Azzaro Lovro Zovko   | 3–6, 3–6         |

## Risultati in progressione
| Sigla | Risultato               |
| ----- | ----------------------- |
| V     | Vincitore               |
| F     | Finalista               |
| SF    | Semifinalista           |
| O     | Oro olimpico            |
| A     | Argento olimpico        |
| SF    | Bronzo olimpico         |
| QF    | Quarti di Finale        |
| 4T    | Quarto turno            |
| 3T    | Terzo turno             |
| 2T    | Secondo turno           |
| 1T    | Primo turno             |
| RR    | Round Robin             |
| LQ    | Turno di qualificazione |
| A     | Assente                 |
| ND    | Non disputato           |

| Legenda superfici    |
| -------------------- |
| Cemento              |
| Terra battuta        |
| Erba                 |
| Superficie variabile |

### Singolare
| Torneo                     | 2005          | 2006          | 2007          | 2008 | 2009          | 2010          | 2011          | 2012 | 2013          | 2014          | 2015          | 2016 | 2017          | 2018          | 2019          | 2020          | 2021 | V–S   |
| -------------------------- | ------------- | ------------- | ------------- | ---- | ------------- | ------------- | ------------- | ---- | ------------- | ------------- | ------------- | ---- | ------------- | ------------- | ------------- | ------------- | ---- | ----- |
| Tornei Grande Slam         |               |               |               |      |               |               |               |      |               |               |               |      |               |               |               |               |      |       |
| Australian Open, Melbourne | A             | A             | Q1            | Q1   | 2T            | 1T            | 1T            | 1T   | QF            | 3T            | 2T            | 2T   | 2T            | 1T            | 2T            | 1T            | 1T   | 11-13 |
| Roland Garros, Parigi      | A             | 2T            | Q1            | 4T   | 3T            | 1T            | 2T            | 2T   | 3T            | 2T            | 4T            | 3T   | 2T            | 2T            | 1T            | 1T            | 1T   | 18-15 |
| Wimbledon, Londra          | A             | A             | A             | 2T   | 1T            | 3T            | 1T            | 2T   | 3T            | 4T            | 1T            | 2T   | 1T            | 1T            | 2T            | ND            | 2T   | 12-13 |
| US Open, New York          | A             | A             | A             | 2T   | 1T            | 2T            | A             | 3T   | 2T            | 2T            | 4T            | 2T   | 1T            | 2T            | 2T            | 1T            |      | 12-12 |
| Vittorie-Sconfitte         | 0-0           | 1-1           | 0-0           | 5-3  | 3-4           | 3-4           | 1-3           | 4-4  | 9-4           | 7-4           | 7-4           | 5-4  | 2-4           | 2-4           | 3-4           | 0-3           | 1-3  | 22-41 |
| Giochi Olimpici            |               |               |               |      |               |               |               |      |               |               |               |      |               |               |               |               |      |       |
| Giochi Olimpici            | Non disputati | Non disputati | Non disputati | A    | Non disputati | Non disputati | Non disputati | A    | Non disputati | Non disputati | Non disputati | A    | Non disputati | Non disputati | Non disputati | Non disputati |      | 0-0   |
| Vittorie-Sconfitte         | Non disputati | Non disputati | Non disputati | 0-0  | Non disputati | Non disputati | Non disputati | 0-0  | Non disputati | Non disputati | Non disputati | 0-0  | Non disputati | Non disputati | Non disputati | Non disputati |      | 0-0   |

### Doppio
| Torneo                     | 2005          | 2006          | 2007          | 2008 | 2009          | 2010          | 2011          | 2012 | 2013          | 2014          | 2015          | 2016 | 2017          | 2018          | 2019          | 2020          | 2021 | V–S   |
| -------------------------- | ------------- | ------------- | ------------- | ---- | ------------- | ------------- | ------------- | ---- | ------------- | ------------- | ------------- | ---- | ------------- | ------------- | ------------- | ------------- | ---- | ----- |
| Tornei Grande Slam         |               |               |               |      |               |               |               |      |               |               |               |      |               |               |               |               |      |       |
| Australian Open, Melbourne | A             | A             | A             | A    | 1T            | 1T            | 2T            | A    | 3T            | A             | 2T            | 1T   | 2T            | 3T            | 2T            | 1T            | 1T   | 7-11  |
| Roland Garros, Parigi      | 1T            | 1T            | 1T            | 1T   | 1T            | A             | 1T            | 1T   | 1T            | 2T            | 3T            | 1T   | 1T            | 1T            | F             | 3T            | 2T   | 11-16 |
| Wimbledon, Londra          | A             | A             | A             | 1T   | A             | 1T            | A             | A    | A             | A             | A             | A    | A             | A             | A             | ND            | 3T   | 2-3   |
| US Open, New York          | A             | A             | A             | 1T   | 1T            | 3T            | A             | 1T   | A             | A             | 2T            | 3T   | 3T            | 3T            | 3T            | 1T            |      | 11-10 |
| Vittorie-Sconfitte         | 0-1           | 0-1           | 0-1           | 0-3  | 0-3           | 2-3           | 1-2           | 0-2  | 2-2           | 1-1           | 4-3           | 2-3  | 3-3           | 4-3           | 8-3           | 2-3           | 3-3  | 31-40 |
| Giochi Olimpici            |               |               |               |      |               |               |               |      |               |               |               |      |               |               |               |               |      |       |
| Giochi Olimpici            | Non disputati | Non disputati | Non disputati | A    | Non disputati | Non disputati | Non disputati | A    | Non disputati | Non disputati | Non disputati | A    | Non disputati | Non disputati | Non disputati | Non disputati |      | 0-0   |
| Vittorie-Sconfitte         | Non disputati | Non disputati | Non disputati | 0-0  | Non disputati | Non disputati | Non disputati | 0-0  | Non disputati | Non disputati | Non disputati | 0-0  | Non disputati | Non disputati | Non disputati | Non disputati |      | 0-0   |

### Doppio misto
| Tornei Grande Slam         |               |               |               |               |               |               |     |               |               |               |     |               |               |               |               |     |
| Australian Open, Melbourne | A             | A             | A             | A             | A             | A             | A   | A             | A             | A             | A   | A             | A             | A             | A             | 0-0 |
| Roland Garros, Parigi      | 1T            | A             | A             | A             | A             | A             | A   | 2T            | 2T            | A             | A   | A             | A             | A             | ND            | 2-3 |
| Wimbledon, Londra          | A             | A             | A             | A             | A             | A             | A   | A             | A             | A             | A   | A             | A             | A             | ND            | 0-0 |
| US Open, New York          | A             | A             | A             | A             | A             | A             | A   | A             | A             | A             | A   | A             | A             | A             | ND            | 0-0 |
| Vittorie-Sconfitte         | 0-1           | 0-0           | 0-0           | 0-0           | 0-0           | 0-0           | 0-0 | 1-1           | 1-1           | 0-0           | 0-0 | 0-0           | 0-0           | 0-0           | 0-0           | 2-2 |
| Giochi Olimpici            |               |               |               |               |               |               |     |               |               |               |     |               |               |               |               |     |
| Giochi Olimpici            | Non disputati | Non disputati | Non disputati | Non disputati | Non disputati | Non disputati | A   | Non disputati | Non disputati | Non disputati | A   | Non disputati | Non disputati | Non disputati | Non disputati | 0-0 |
| Vittorie-Sconfitte         | Non disputati | Non disputati | Non disputati | Non disputati | Non disputati | Non disputati | 0-0 | Non disputati | Non disputati | Non disputati | 0-0 | Non disputati | Non disputati | Non disputati | Non disputati | 0-0 |